# Psylla hyalina
Psylla hyalina är en insektsart som beskrevs av Mathur 1975. Psylla hyalina ingår i släktet Psylla och familjen rundbladloppor. Inga underarter finns listade i Catalogue of Life.